# Numer niegeograficzny
Numer niegeograficzny – numer istniejący w krajowym planie numeracji niebędący numerem geograficznym, taki jak numery komórkowe, bezpłatne oraz o podwyższonej opłacie.
Według polskiego prawa telekomunikacyjnego, numer telefoniczny ustalony w planie numeracji krajowej, wykorzystywany do kierowania połączeń do stałej lokalizacji zakończenia sieci (w sieci stacjonarnej), który nie zawiera ciągu cyfr określającego wskaźnik obszaru geograficznego (numeru kierunkowego), w szczególności może to być numer zakończenia ruchomej publicznej sieci telefonicznej, numer do którego połączenia są bezpłatne albo o podwyższonej opłacie.